# ガリレイドンナ
『ガリレイドンナ』（Galileidonna）は、A-1 Pictures制作の日本のテレビアニメ作品。2013年10月10日から12月19日まで、フジテレビの深夜アニメ枠『ノイタミナ』で放送された。略称は「ガリドン」。

## 概要
イタリアに実在した学者ガリレオ・ガリレイの子孫という設定の三姉妹が主人公の、バトルアクションアドベンチャー。タイトルロゴには、「Storia di tre sorelle a caccia di un mistero」とイタリア語の一文が併記されている。
アニメーターとしても知られる梅津泰臣が、原案・監督を務める。梅津のオリジナルテレビアニメ作品は2004年放送の『MEZZO -メゾ-』から約9年ぶりであり、2014年放送の監督・キャラクターデザイン作品『ウィザード・バリスターズ 弁魔士セシル』（以後、『弁魔士セシル』と表記）に続いて企画していた、オリジナル監督作品でもある。また、足立慎吾がオリジナルアニメーションのキャラクターデザインを務めるのは本作が初となる。
2013年7月5日に開催された「2013ノイタミナ ラインナップ発表会」にて制作が発表され、「三つの月の物語」というキャッチフレーズとティザービジュアルが公開された。キャッチフレーズは、キービジュアルの第2弾（ティザーを含めると第3弾）公開後は「月が照らす、私たちの未来。」となっている。
企画は7年前の2006年に立てられ、タイトルは『ガリレオガール』等を候補としていたが、東野圭吾の『ガリレオシリーズ』と被るため、最終的に『ガリレイドンナ』となった。制作は『弁魔士セシル』とほぼ並行して進められており、2013年8月下旬には『弁魔士セシル』と本作の第1話アフレコが2日連続で行われた。
テレビ本放送中には三姉妹の等身大立像が制作され、ノイタミナショップなどで展示されていた。

## あらすじ
西暦2061年。地球温暖化が騒がれたのは過去のこととなり、氷河期の初期環境が訪れている近未来。イタリアのトスカーナに住む、ガリレオ・ガリレイの子孫・フェラーリ三姉妹の三女の星月・フェラーリは謎の飛行艇に追われていた。それと同時に、次女の神月・フェラーリ、長女の葉月・フェラーリも怪しい人物の襲撃を受けるが、辛くも難を逃れる。それまで別居状態だった三姉妹は、警察署にて母のシルヴィア・フェラーリや父の夏至生・フェラーリと久しぶりに顔を合わせる。
5人は夏至生の自宅へ一度戻るが、ガリレオの遺産を狙うシシーニョが率いる空賊ブラック・ガニメデ団に襲撃され、窮地に立たされる。しかし、星月は密かに建造していた金魚型の飛行艇「ガリレオ号」を起動させ、ブラック・ガニメデ団を迎撃する。その後、ガリレオマニアのアンナ・ヘンドリックスに助けられた星月を除き、4人はロベルト・マテラッツィらアドニムーン・カンパニーの息がかかった警察に監禁される。一同はガリレオの遺産の在り処を聞き出そうとするが、4人は誰も覚えがない。シルヴィアがアドニムーン社長のフランチェスコ・マテラッツィのところへ連行されていく一方、星月はパワードスーツで警察署を強襲し、葉月、神月、夏至生を救出する。夏至生が囮として残る中、三姉妹とアンナはガリレオ号で脱出するが、メタンハイドレート集積所を襲ったという濡れ衣を着せられ、三姉妹は国際指名手配犯となってしまう。
夏至生が残した「ガリレオの謎を解明しろ」という言葉を胸に追手から逃れつつ、ガリレオの遺産「ガリレオテゾロ」の手がかりを探す旅に出た三姉妹は世界各地を巡り、月のスケッチを集めていく。しかし、6枚目のスケッチを見つけたリビア砂漠にてインターポールに捕まってしまう。三姉妹は裁判に掛けられ、アドニムーンの証拠捏造により窮地に立たされるが、同社の証人として召喚されたシルヴィアは、逆にアドニムーンが裏組織メシェにて暗躍していた証拠を提出する。かつて連行された際、シルヴィアはフランチェスコの銃撃によって記憶喪失になったと思わせ、社内からメシェの情報を収集していたのだ。フランチェスコは逮捕されて裁判所を出たところをロベルトに撃たれ、ロベルトは現行犯逮捕される。
星月は6枚の月のスケッチに、ガリレオが完成させるまでには至らなかった、ガリレオテゾロの生成式が記されていることを発見する。大切なペンダントはブラック・ガニメデ団に奪われたものの、ガリレオテゾロの完成を意気込む星月は神月、葉月、夏至生、シルヴィアとともに、ガリレオ号で旅立つのであった。

## 登場人物

### フェラーリ三姉妹
星月・フェラーリ（ほづき・フェラーリ）
声 - 日高里菜
本作の主人公。フェラーリ三姉妹の三女。13歳。中学生。イタリア人と日本人のハーフ。父・夏至生の元で暮らしている。
金魚が大好きで、ピッコロッソという名前の金魚を飼っている。
内向的な性格で優柔不断だが、いざという時には大胆な行動力を発揮する。父親と同じく科学が得意で、天才的なエンジニア。学校に通わずに、自宅に引き篭もって機械いじりをしていることが多い上、常に工具を持ち歩いている。自宅地下には多数の発明品が置いてあるようで、原動機付自転車のメディオロッソ、金魚型のパワードスーツ、金魚型の飛行艇・ガリレオ号を作った。
金魚型の枠にはまった砂時計のような物をペンダントとして身に着けている。
離れ離れになってしまった家族の絆を取り戻したいと切に願っている。父の影響で日本が好きであり、部屋には提灯などが飾られ、金平糖やどら焼きを食べる。姉妹の中では唯一漢字も読める。ガリレオ号に食器は5セット用意したのに菓子以外の食料や着替えを積んでいなかったという少々抜けたところもある。
葉月のことは「ハー姉（ねぇ）」、神月のことは「カー姉（ねぇ）」と呼んでいる。
好物はどら焼き、ガリレオ号にも常備している。
神月・フェラーリ（かづき・フェラーリ）
声 - 大久保瑠美
フェラーリ三姉妹の次女。17歳。高校生。母・シルヴィアの元で暮らしている。
感情を表に出さない仏頂面で普段は何事にも冷めた態度を取る皮肉屋だが、実は気弱で心配性。運動神経抜群で少林寺拳法が得意であり、大柄の男性相手でも打ち負かすほど、料理もできるが、人付き合いは苦手。ガリレオの遺産を巡る騒動の現実を受け入れられず、星月の才能も異端児のごとく毛嫌い（機械油の臭いを嗅いだだけで星月を想起するほど）、姉妹間でも一人孤立している。しかし、本心では家族を大切に思っているうえ、不器用な自分に悩んでいた。その思いから、星月が倒れた際には自らがガリレオ号の操縦を担当した。携帯電話には彼氏とうかがえる少年の写真が待ち受け画面になっていたが、ガリレオ号での旅を経て家族の絆が深まったうえ、裁判の際には傍聴席の彼に目を背けられたこともあり、最終話で旅立つ際には携帯電話を投げ捨てている。
一人称は「神月」「私」。星月のことは「ホッチビ」、葉月のことは「ハヅ姉（ねぇ）」と呼んでいる。
葉月・フェラーリ（はづき・フェラーリ）
声 - 真堂圭
フェラーリ三姉妹の長女。20歳。一人暮らしの大学生。
奔放かつ直情的で勝気な性格。辛辣な言葉を発するが、正義感が強く、妹想いで人情家。法学部に所属しており、将来の夢は検事で、会話の中でも何かと法律関係のことを持ち上げることが多いが、成績は最下位らしい。背丈もプロポーションも三姉妹中最高だが、生活態度だけは最低で料理も苦手。
星月のことは「ホッチィ」、神月のことは「カッキー」、シルヴィアのことは「シルヴィー」、アンナのことは「アンヘド」、ブラック・ガニメデ団のことは「ブラガニ」と往々にして愛称や略称で呼ぶ。
ガリレオ号での旅を経て知ったシシーニョの人となりやアドニムーンの正体に、正義感や法律だけでは世界を糾せないことを知った。

### 三姉妹の同行者
アンナ・ヘンドリックス
声 - 井上麻里奈
出版社の編集者を名乗る24歳の女性。自称「ガリレオマニア」で、ガリレオの遺品に魅了されており、彼に関する知識も豊富。星月の飛行艇に「ガリレオ号」という名前を付けた張本人。ミルトンの失楽園に隠された暗号から、ガリレオとの非公開対話文を発見した。探究心と行動力に満ち溢れており、フェラーリ三姉妹を助けるためには身の危険をもいとわない。ブラック・ガニメデ団の襲撃をきっかけとして三姉妹に協力する反面、彼女たちのいない隙をついてガリレオ号内を捜索するなど、怪しい行動も取る。
その正体は「メシェ」のスパイで、裏でロベルトと繋がっており、定時的に報告を行っていた。だが、三姉妹との長旅を通じて情が移ってしまい、任務の目処がつき次第彼女たちを処分しなければいけない自身の立場とそうしたくない心情で、板挟みになる。6枚目のスケッチが発見された後、ロベルトが6枚全てのスケッチを回収しようと現れた際には三姉妹へ正体を明かしたが、彼の命に背き三姉妹を逃がす。その後はアドニムーンへ監禁されていたが、シルヴィアにより助けられた。旅立っていくフェラーリ家のガリレオ号を建物の屋上で見送る際の描写から、見送った後にはその場で逮捕されたことがうかがえる。
グランデロッソ
声 - 久野美咲
星月がガリレオ号と共に製作した、ガリレオ号のナビを務めるA.I.。外部の情報収集も可能。GUIの姿は金魚のホログラフィックで、呼び出されるとコンピューター本体から飛び出し、操縦室の空中を泳ぐように投影される。人語を解し、「ギョポーン」という言葉で登場する。星月がテオをガリレオ号に招いた際は「男の子を連れ込んだ」と茶化し、歌を歌える、関西弁でも喋れるなどと、ユーモラスで多芸。引っ込み思案な星月にとっては、唯一の友達でもある。
ピッコロッソ
星月が飼育している金魚（琉金）。家が倒壊した際に金魚鉢から投げ出されたが、星月に助けられた後はガリレオ号の操縦室にて球状の金魚鉢で飼育されていた。しかし、物語の途中でメカ金魚にすり替わっており、その中にはガリレオテゾロが隠されていた。

### 三姉妹の家族
夏至生・フェラーリ（げしお・フェラーリ）
声 - 小山力也
フェラーリ三姉妹の父。55歳。日本人。大学の工学教授で、航空宇宙科学のエンジニア。妻のシルヴィアとは別居中。長髪で中南米山岳地帯の民族衣装のような衣服を着ており、関西弁で喋る。
妻や娘と共に警察署に拘置されるも、助けに来た星月のパワードスーツを使っての囮を買って出て、ロベルトの発射したロケット弾の直撃を受けてしまう。だが、かろうじて助かり、一人逃亡を続けている。その最中もシルヴィアと連絡を取り合っており、三姉妹の裁判の際には裁判所へ駆けつけた。
シルヴィア・フェラーリ
声 - 桑島法子
フェラーリ三姉妹の母。43歳。ガリレオの子孫。アドニムーン・カンパニーのエンジニア。夫の夏至生とは別居中。
先祖のことを誇りに思っており、娘達にも子孫としての誇りを持ってもらいたいと思っているが、あまり効果は無い。夫や娘と共に警察署に拘置されるも、フランチェスコの手で一時的に釈放される。フランチェスコにガリレオの遺産を問い糾される中で負傷し、自身の個人情報を失った記憶喪失となっていたが、実は記憶喪失というのはフランチェスコを欺き、アドニムーンを内部から調べるための演技で、裁判所での証人喚問時に真実を明かした。
冬至郎（とうじろう）
声 - 羽佐間道夫
フェラーリ三姉妹の祖父で、夏至生の父。日本の京都に住んでいる。スケッチを探すついでに実家を訪ねてきた三姉妹とアンナを家に上がらせた。家の庭にはかつて夏至生が制作したエネルギー変換機があり、星月の手で完成を迎えた。アンナのことを信頼し、三姉妹を託す。

### ブラック・ガニメデ団
シシーニョ
声 - 神谷浩史
空賊団「ブラック・ガニメデ団」の首領を務める青年。28歳。イタリア人。カリスマ性があり、利発で運動神経は抜群。また、ロベルトと対峙した際のアンナの表情からそれとなく彼女の立場を看破するなど、人を見る目も確か。葉月のことを「バンビーナ」と呼び、気に入っている。ガリレオの遺産を狙っており、同じ遺産を狙うアドニムーン・カンパニーとは敵対しているが、ガリレオ号で星月が手術を要する容体にあることを知ると即座に同機への攻撃を止めて撤退するなど、義侠心も持ち合わせている。三姉妹が再び拘束されて裁判となった際には弁護士の老人（声 - 丸山詠二）に変装し、手助けを担当した。その後、星月のペンダントを奪い、立ち去る。
ブラック・ガニメデ団の団員達
レオナルド（声 - 徳本英一郎）、ジョバンニ（声 - 蓮岳大）、アンドレア（声 - 高橋伸也）、マルコ（声 - 下妻由幸）、コンスタンス（声 - 森千晃）、ジョルジョ（声 - 山本兼平）、カルロ（声 - 三宅貴大）など、全16名（シシーニョを入れて17名）で構成されている。

### アドニムーン・カンパニー
ロベルト・マテラッツィ
声 - 楠大典、日野まり（幼少期）
フランチェスコの長男。33歳。冷徹無比な性格で、目的のためなら手段を選ばない。よく折り紙から折鶴を折り、それを飛ばす。アドニムーン・カンパニーの次期社長にして、メシェのリーダー。
警察署内にフェラーリ一家を監禁したり、三姉妹のもとへアンナを潜り込ませた張本人。警察をも動かし、ガリレオの遺産を狙っている。後述の経緯から殺人すら厭わず、自身を世界の代弁者と述べ、人類を減らすべきと考えている。機動兵器アザ・アイアンの操縦もこなしており、ガリレオ号と対峙した際には撃墜寸前にまで追い詰めた。
なお、フランチェスコの実子ではなく、過去の惨劇で両親を失い養子として彼に引き取られ、現在の地位に就く。三姉妹の裁判後、真実を暴かれて逮捕されたフランチェスコを裁判所前で銃撃し、そのまま現行犯逮捕された。アニメ6話で母親（声 - 中根久美子）が登場している。フランチェスコ銃撃後に最後に伝えた言葉は「愛してるよ、パパ」という言葉だった。
フランチェスコ・マテラッツィ
声 - 松山鷹志
アドニムーン・カンパニーの社長。世界各地でメタンハイドレート工場の襲撃事件を起こし、それを空賊の仕業に仕立て上げて自社のみに利益をもたらすという、自作自演の策略を裏で行っている。ガリレオの遺産を狙うあまりシルヴィアを弾みで銃撃して彼女を記憶喪失へ至らしめたうえ、裁判では捏造した証拠を使い全ての罪を三姉妹へ擦り付けようと目論むが、記憶喪失を装っていたシルヴィアや生き延びていた夏至生によって真実を暴かれ、逮捕される。その後、裁判所前でロベルトに銃撃されて倒れた。ロベルトにとどめをさされたのは意外だったらしく、倒れる際には驚愕の表情を浮かべていた。

### その他
カッシーニ
声 - ふくまつ進紗
フェラーリ三姉妹の事件を担当した警察官。実際は裏でアドニムーン・カンパニーに協力し、フェラーリ三姉妹を連行した。星月が警察署へ乗り込んできた騒動では、逃亡を図る三姉妹に立ちはだかるが、神月に投げ飛ばされる。
ヘルマン・ハンス
声 - 浜田賢二
ドイツの公園でホームレス生活をしている中年男性。元エンジニアで、「ミクロドクター」と呼ばれるナノマシンサイズの医療ロボットの開発者。奇病にかかった娘のためにミクロドクターを製作していたが、完成前に娘は亡くなってしまった。フェラーリ三姉妹と出会い、星月を治療した。また、偶然見つけていた2枚目のガリレオのスケッチを持っていた。
ルドガー・バーホーベン
声 - 松田健一郎
オランダに拠点を持つ窃盗団「ブルーホーク」のリーダー。団員は、アドニムーンの方針でエネルギーの供給を打ち切られた小さな町や村の人々30名ほどで構成されている。アドニムーンからメタンハイドレートを強奪していたが、後に組織を裏切り、アドニムーンへ拠点の場所を教えて逃亡した。
テオ・エッシャー
声 - 山下大輝
ブルーホークの構成員の少年。カレン（声 - 東山奈央）という、幼馴染の少女がいる。オランダを訪れた星月と仲良くなり、3枚目のガリレオのスケッチ発見に貢献する。ルドガーの裏切りで拠点がアザ・アイアンの襲撃を受けた際、足を負傷したカレンと共に爆撃の雨に呑まれた。
ガリレオ・ガリレイ
声 - 梶裕貴
ペンダントが発した光により過去の世界へ飛ばされた星月が出会った青年。若い頃のガリレオ本人で、星月と共に壊れたグライダー「ガリレオ号」の修復を行う。定期的に表れる雷をまとった謎の巨大雲を調べながら何とか完成させたガリレオ号で、巨大雲へ突入した際に現代へ戻っていく星月との別れを経験した後、彼女への思いを込めて恋文を記したスケッチを残していた。

## 登場メカニック
ガリレオ号
星月が試作工場の設計図を元に自身のアレンジを加え、組み上げた飛行艇。操縦者は星月で、グランデロッソが主な操縦をサポートする。「ガリレオ号」はアンナによる名称である。
3年の月日をかけて完成した。武装として機関砲やミサイルを持つが、あくまで防衛用とされる。ブラック・ガニメデ号と比べると小型だが、三姉妹と両親の5人が生活するための居住区を有する。食器も家族5人分用意してあり、金魚の絵柄が描かれている。棚状のベッドの底板の横には、漢字で3姉妹の名前が書いてある。
「アサルトモード」という変形機構を有しており、その際は有線式のクローアームを前部に展開する。クローアームの有線コードは光るビーム状の素材で構成され、装甲の切断も可能な武器としても活用できる。ただし、海中のような外圧の高い場所ではアサルトモードに変形できない。
自宅の地下に隠されていたが、空賊団の襲撃を機に起動させることとなる。
メディオロッソ
星月が乗る原動機付自転車。自分で漕ぐ自転車の状態から原動機を起動させて加速走行できたり、自転車を折り畳んでコンパクトな鞄型へ変形できるうえ、鞄型からは強力なスタンガン・ランチャーを発射できる。
第1話Aパートの星月がこの自転車から降りるシーンで、ホログラムにMEDIO ROSSOという表示が確認できる。
ノイタミナラジオ第1話コメンタリーでは、本編に使われるかは別として、葉月役の真堂により「吉田号」（司会の吉田尚記アナに由来）と名付けた。同放送の後枠にて名称はピッコロリであると放送されたが、翌週の放送でメディオロッソであると訂正された。
パワードスーツ
星月が作り上げた強化服。デメキンに脚を生やしたような形状に、武装としてマニピュレーター部に機関砲や金属扉も切断可能なチェーンソー型の刃を装備している。防御力も銃弾程度なら軽く弾くほどだが、長時間連続で弾を受け続けると、さすがに各部が破損してしまう。内部は非常に窮屈であり、小柄な星月でも狭いほど。
星月が神月、葉月救出の際に使用し、後に夏至生が囮として扱うが、RPG-7のロケット弾を受けてしまう。
ブラック・ガニメデ号
シシーニョ率いる空賊団「ブラック・ガニメデ団」の大型母船。多数のミサイルや粒子砲を搭載している。船体は黄色と紫のストライプカラーに塗装されている。
アザ・アイアン
メシェの人型機動兵器。ロベルトも搭乗する。ガリレオ号の数倍はある巨体ながら機動力も優秀で、機関砲程度では傷付かない重装甲を有する。武装も強力で、数機揃えば町1つを爆撃で灰にすることも可能。
ガッセンディ
メシェが所有するアザ・アイアンの母船。アザ・アイアンを多数格納できる超大型の船体（ガリレオ号の数十倍）を持つ。

## 用語
ガリレオテゾロ
フェラーリ一家を襲ったブラック・ガニメデ団やアドニムーン・カンパニーが狙っている、ガリレオの遺産と呼ばれるもの。アンナの見解では、地動説に匹敵するほどの発見を隠したものらしい。遺産への手がかりはガリレオが残したとされる数枚のスケッチが握っており、三姉妹やアンナはそれを頼りに進む道を決める。
星月のペンダント
星月がペンダントとして身に着けている、金魚型の枠にはまった砂時計のような物。砂時計の形状であるが、砂の部分が下に落ちない。発光する際の光でガリレオの月のスケッチを照らすと、それに隠された文章が浮かび上がる。また、非常時には塵や瓦礫など周囲の物体を吸い込み、ブリザードを止ませるほどのエネルギーが発現するが、これこそがガリレオテゾロとされている。
第7話でロベルトに強奪されるが、中身は星月が入れ替えていた。最終話にてシシーニョに持ち去られる。
月のスケッチ
ガリレオ・ガリレイが描いた6枚の月のスケッチ。ガリレオテゾロの手がかりとされ、世界各地に隠されているが、幻の7枚目が存在するという噂もある。星月のペンダントの光で照らすと隠された文章が浮かび上がり、恋文と思われる文が記されている。星月が最初の1枚目を所持し、2枚目はドイツの公園、3枚目はオランダの教会地下、4枚目はカスピ海周辺にてアザ・アイアンとの戦闘でガリレオ号が不時着した付近の海岸沿い遺跡、5枚目は日本の奈良にある柳生宗矩の墓、6枚目（および附属していた望遠鏡）はリビア砂漠で発見された。なお、幻とされていた7枚目は存在しており、フェラーリ一家の屋根裏にあった地球儀の中に隠されていた。
実は、1枚目から6枚目に書かれていた恋文はタイムスリップした星月への文章であり、7枚目には星月本人の素描とグライダーのガリレオ号の絵が描かれていた。
メタンハイドレート
実在するエネルギー資源。本作世界では石油や石炭などの資源がほぼ枯渇し、原子力も過去のエネルギーとなっており、メタンハイドレートが使われる。しかし、地球寒冷化によるエネルギー需要に対して資源は不足している状況にある。
エアフィッシュ
飛行艇を指す言葉。本作世界では主流の乗り物とされており、フィッシュと略称されることもある。自家用車にあたる小型のものは、ミニフィッシュと呼ばれる。その名の通り、すべての飛行艇は魚を模してデザインされている。
ブラック・ガニメデ団
国際手配を受けている犯罪者集団の空賊団。隊員は親に捨てられて施設で不遇な扱いを受けていた者たちで占められており、シシーニョ、エンツオ、サルバトーレ、マルコ、レオナルド、フランコ、フランチェスカ、アンドレア、ドメニコ、ジョバンニ、トマゾ、コンスタンス、キアラ、カルロ、ステファノ、ピエロ、ジョルジョの17名（うち3名は女性）で構成される。
アドニムーン・カンパニー
世界的に有名なエネルギー開発会社の大企業。社長はフランチェスコ・マテラッツィ。エネルギー関連事業でトップに君臨し、実情としてメタンハイドレートを安定供給している唯一の会社。汚れ仕事にはメシェを用いている。
メシェ
アドニムーン・カンパニーの汚れ仕事を扱う暗部組織。リーダーはロベルト・マテラッツィ。他社のメタンハイドレート集積所を大型飛行艇や人型機動兵器のアザ・アイアンで襲撃し、それを空賊の仕業として濡れ衣を着せている。

## スタッフ
- 原作 - 梅津泰臣[9]、teamGD[9]
- 監督 - 梅津泰臣[9]
- キャラクターデザイン - 足立慎吾[9]
- 総作画監督 - 足立慎吾[9]、小木曽伸吾（第4話）
- エフェクト作画監督 - 金子秀一
- メインアニメーター - 斎藤敦史
- メカニックデザイン - niθ[9]
- プロップデザイン - 幸田直子、秋篠Denforword日和
- 色彩設計 - 中島和子
- 美術監督 - 高橋麻穂
- 美術設定 - 末武康光[9]、石本剛啓[9]、高橋麻穂[9]
- CGI監督 - 雲藤隆太
- CGIモデリングチーフ - 福田陽
- 撮影監督 - 岡崎正春
- モニターグラフィックス - 宮原洋平、関香織
- 編集 - 肥田文
- 音楽 - 浜口史郎[9]
- 音楽プロデューサー - 千葉悦子
- 音響監督 - はたしょう二[9]
- アニメーション制作 - A-1 Pictures[9]
- チーフプロデューサー - 山本幸治、阿部愛
- プロデューサー - 木村誠、井上貴允
- アニメーションプロデューサー - 加藤淳、清田穣二
- 制作 - ガリレイドンナ製作委員会[9]（フジテレビジョン、アニプレックス、京楽産業、電通）

## 主題歌
オープニングテーマ「シンクロマニカ」
作詞・作曲・歌 - ねごと
エンディングテーマ「イノセント」
作詞 - Rico / 作曲・編曲 - 齋藤真也 / 歌 - earthmind

## 各話リスト
| 話数   | サブタイトル     | 脚本     | 絵コンテ          | 演出                    | 作画監督                     |
| ------ | ---------------- | -------- | ----------------- | ----------------------- | ---------------------------- |
| 第1話  | ガリレオDNA      | 倉田英之 | 梅津泰臣          | 梅津泰臣                | 足立慎吾                     |
| 第2話  | メシェ           | 倉田英之 | 佐々木守          | 高橋英俊                | 佐々木守 米澤優              |
| 第3話  | キンギョ・ライフ | 熊谷純   | 鈴木健一          | みうらたけひろ          | 篠田知宏 高木晴美 西口智也   |
| 第4話  | スノーギフト     | 岡篤志   | 阿保孝雄          | 阿保孝雄                | 松本顕吾 鈴木豪              |
| 第5話  | 星座夢幻         | 待田堂子 | 橘正紀            | 河合滋樹                | 安達祐輔 西尾智恵            |
| 第6話  | ガリレオテゾロ   | 熊谷純   | 黒柳トシマサ      | 伊藤祐毅                | 戸谷賢都                     |
| 第7話  | ソルトフィッシュ | 熊谷純   | 安藤真裕          | 横田一平                | 鈴木伸一 島田英明            |
| 第8話  | ジャッポーネ     | 岡篤志   | 福田道生          | 町谷俊輔                | 柳隆太 高木晴美 牛尾優衣     |
| 第9話  | 時空金魚＜前編＞ | 待田堂子 | 大原実            | みうらたけひろ 久原謙一 | 室山祥子 西口智也 小木曽伸吾 |
| 第10話 | 時空金魚＜後編＞ | 待田堂子 | 石平信司          | 山田弘和                | 松本顕吾 鈴木豪 神本兼利     |
| 第11話 | ガリレオジャッジ | 熊谷純   | 阿保孝雄 梅津泰臣 | 阿保孝雄                | 戸谷賢都 足立慎吾            |

## 放送局
| 放送地域       | 放送局             | 放送期間                  | 放送日時           | 放送系列                     | 備考                                                              |
| -------------- | ------------------ | ------------------------- | ------------------ | ---------------------------- | ----------------------------------------------------------------- |
| 関東広域圏     | フジテレビ         | 2013年10月10日 - 12月19日 | 木曜 24:50 - 25:20 | フジテレビ系列               | 製作委員会参加 字幕放送                                           |
| 静岡県         | テレビ静岡         | 2013年10月10日 - 12月19日 | 木曜 25:40 - 26:10 | フジテレビ系列               | 字幕放送                                                          |
| 中京広域圏     | 東海テレビ         | 2013年10月10日 - 12月26日 | 木曜 26:10 - 26:40 | フジテレビ系列               | 字幕放送 第3話以降は7日遅れで放送                                 |
| 韓国全域       | トゥーニバース     | 2013年10月11日 - 12月20日 | 金曜 24:00 - 24:30 | CS放送 IP放送 ケーブルテレビ | 15歳以上視聴可で放送 韓国語字幕あり                               |
| 佐賀県         | サガテレビ         | 2013年10月11日 - 12月27日 | 金曜 25:05 - 25:35 | フジテレビ系列               | 字幕放送 第5話以降は8日遅れで放送                                 |
| 福岡県         | テレビ西日本       | 2013年10月11日 - 12月27日 | 金曜 26:05 - 26:35 | フジテレビ系列               | 字幕放送 第4話以降は15日遅れで放送 第10・11話は12月27日に連続放送 |
| 山形県         | さくらんぼテレビ   | 2013年10月12日 - 12月21日 | 土曜 25:05 - 25:35 | フジテレビ系列               |                                                                   |
| 秋田県         | 秋田テレビ         | 2013年10月12日 - 12月21日 | 土曜 25:35 - 26:05 | フジテレビ系列               | 字幕放送                                                          |
| 鹿児島県       | 鹿児島テレビ       | 2013年10月12日 - 12月21日 | 土曜 25:35 - 26:05 | フジテレビ系列               | 字幕放送                                                          |
| 熊本県         | テレビくまもと     | 2013年10月12日 - 12月21日 | 土曜 26:05 - 26:35 | フジテレビ系列               | 字幕放送                                                          |
| 福島県         | 福島テレビ         | 2013年10月14日 - 12月23日 | 月曜 25:10 - 25:40 | フジテレビ系列               |                                                                   |
| 広島県         | テレビ新広島       | 2013年10月14日 - 12月23日 | 月曜 25:40 - 26:10 | フジテレビ系列               | 字幕放送 第2話は18日遅れで放送 第3話・第4話は11日遅れで放送       |
| 愛媛県         | テレビ愛媛         | 2013年10月15日 - 12月24日 | 火曜 25:10 - 25:40 | フジテレビ系列               | 字幕放送                                                          |
| 宮城県         | 仙台放送           | 2013年10月15日 - 12月24日 | 火曜 25:45 - 26:15 | フジテレビ系列               |                                                                   |
| 新潟県         | 新潟総合テレビ     | 2013年10月15日 - 12月24日 | 火曜 25:45 - 26:15 | フジテレビ系列               | 字幕放送                                                          |
| 近畿広域圏     | 関西テレビ         | 2013年10月15日 - 12月24日 | 火曜 25:58 - 26:28 | フジテレビ系列               | 字幕放送                                                          |
| 岩手県         | 岩手めんこいテレビ | 2013年10月16日 - 12月25日 | 水曜 25:50 - 26:20 | フジテレビ系列               |                                                                   |
| 岡山県・香川県 | 岡山放送           | 2013年10月22日 - 12月26日 | 火曜 25:45 - 26:15 | フジテレビ系列               | 字幕放送 第10・11話は12月26日に連続放送                           |
| 日本全域       | フジテレビTWO      | 2014年6月13日 -           | 金曜 26:00 - 27:00 | フジテレビ系列 CS放送        | 2話ずつ放送 リピート放送あり                                      |

放送後にフジテレビオンデマンドにて配信。第1話は2013年10月11日から12月31日まで特別無料配信された。
2013年9月27日に、フジテレビマルチシアターにて「“ノイタミナ”10月クール特別試写会 ガリレイドンナday」として第1話が先行上映された。
ノイタミナショップお台場店では2013年10月5日から、ノイタミナショップ大阪戎橋店では同年10月13日から毎週先行上映されていた。

## Blu-ray Disc / DVD
| 巻 | 発売日         | 収録話          | 規格品番     | 規格品番     | 規格品番  |
| 巻 | 発売日         | 収録話          | BD限定版     | DVD限定版    | DVD通常版 |
| -- | -------------- | --------------- | ------------ | ------------ | --------- |
| 1  | 2013年12月13日 | 第1話           | ANZX-9231/2  | ANZB-9231/2  | ANSB-9231 |
| 2  | 2014年1月15日  | 第2話 - 第3話   | ANZX-9233/4  | ANZB-9233/4  | ANSB-9233 |
| 3  | 2014年2月19日  | 第4話 - 第5話   | ANZX-9235/6  | ANZB-9235/6  | ANSB-9235 |
| 4  | 2014年3月19日  | 第6話 - 第7話   | ANZX-9237/8  | ANZB-9237/8  | ANSB-9237 |
| 5  | 2014年4月16日  | 第8話 - 第9話   | ANZX-9239/40 | ANZB-9239/40 | ANSB-9239 |
| 6  | 2014年5月14日  | 第10話 - 第11話 | ANZX-9241/2  | ANZB-9241/2  | ANSB-9241 |

## 小説
ガリレイドンナ 月光の女神たち
作 - 片理誠 / 原作 - 梅津泰臣・teamGD / イラスト - 足立慎吾
2014年2月20日発売 朝日新聞出版 ISBN 978-4022511539

## アプリ
- 「ガリレイドンナ」ライブ壁紙（Android用、2013年12月6日配信）
- 嫁コレ （iOS用/Android用）
  - 星月・フェラーリ（2014年1月28日配信）
  - 神月・フェラーリ（2014年2月25日配信）
  - 葉月・フェラーリ（2014年4月18日配信）

## オンラインゲームとのコラボレーション
2014年2月24日～3月10日にかけて、スマートフォン向けオンライン専用カードバトルRPG『拡散性ミリオンアーサー』とコラボとして、ゲーム中にイベントとしてフェラーリ三姉妹やブラック・ガニメデ号が登場したり、コラボカードが入手できるガチャが用意された。